# Jesper Eliasson
Jesper Eliasson, född 21 mars 2000 i Eksjö, är en svensk ishockeymålvakt som säsongen 2023/2024 spelar för IF Troja-Ljungby i Hockeyettan.